# Liste der animal-Epitheta
Die Liste der animal-Epitheta (der Beiwörter zu dem lateinischen Wort animal „Tier“) erfasst alle Ausdrücke, die aus dem lateinischen Substantiv animal („Tier“) und einem spezifizierenden Adjektiv zusammengesetzt sind.
| Lateinischer Ausdruck | Übersetzung          | Erläuterung                                                               | Urheber / Verwendung                        |
| --------------------- | -------------------- | ------------------------------------------------------------------------- | ------------------------------------------- |
| animal amans          | liebendes Tier       | auch: homo amans                                                          | Günther Anders 1949, Lieben gestern         |
| animal laborans       | arbeitendes Tier     | auch: homo laborans                                                       | Hannah Arendt                               |
| animal morale         | moralisches Tier     |                                                                           | Robert Wright 1994                          |
| animal rationabile    | vernunftfähiges Tier |                                                                           | Chalcidius 4. Jh.n.Chr., Immanuel Kant 1798 |
| animal rationale      | vernünftiges Tier    | Übersetzung des griech. zoon logon echon                                  | Seneca, epist. 41, 8; Immanuel Kant 1798    |
| animal sociale        | soziales Tier        | lateinische Übersetzung von zoon politikon; auch: homo politicus          | Aristoteles; Seneca, clem. 1, 3, 2          |
| animal symbolicum     | symbolisches Tier    | Der Mensch als symbolisch sich ausdrückendes Wesen; auch: homo symbolicus | Ernst Cassirer 1944                         |